# 14 de gener
El 14 de gener és el catorzè dia de l'any del calendari gregorià. Resten 351 dies per a acabar-se l'any i 352 en els anys de traspàs.

## Esdeveniments
Països Catalans
- 1714 - Arbúcies (la Selva): les forces catalanes embosquen i derroten una columna borbònica de 800 homes a l'anomenat combat d'Arbúcies que forma part de la Revolta de les quinzenades (Guerra dels Catalans).
- 1714 - Balsareny (el Bages): els catalans guanyaren el combat de Balsareny en el marc de la Guerra dels catalans.
- 1913 - Barcelona: El plenari de l'Institut d'Estudis Catalans aprova les Normes Ortogràfiques de la llengua catalana.
- 1999 - Barcelona: La visita de l'aleshores president del Govern d'Espanya Aznar a Catalunya deriva amb aldarulls i una càrrega policial a la Universitat Autònoma de Barcelona.
- 2020 - La Canonja (Tarragonès): Una explosió originada en un reactor de l'empresa IQOXE que posteriorment s'estengué a una cisterna d'òxid d'etilè. Hi van morir dos treballadors i un veí de Torreforta (Tarragona).

Resta del món
- 1377 - Roma: El Papa Gregori XI arriba al Vaticà (procedent d'Avinyó) i s'acaba, d'aquesta manera, el Cisma d'Occident.
- 1968 - Miami: Els Green Bay Packers guanyen la II Super Bowl després de derrotar els Oakland Raiders per 33 a 14.
- 2011 - Tunis: Manifestació multitudinària a la capital al crit «Fora Ben Alí!». El govern és destituït i entra en vigor la llei marcial. Hores després, el president abandona Tunis.

## Naixements
Països Catalans
- 1870 - L'Escala: Josep Vicens i Juli, «l'Avi Xaxu», compositor de sardanes i músic.[1]
- 1883 - Torí: Nina Ricci, dissenyadora i costurera francoitaliana (m.1970).[2][3]
- 1951 - Barcelona: Carme Elias, actriu catalana de teatre, cinema i televisió.[4]
- 1912 - Barcelona: Mercè Muntanyola i Garriga, historiadora i professora universitària (m. 1997).[5]
- 1963 - Lleida: Rosa Maria Molló i Llorens, periodista catalana, vicepresidenta del CAC des del març de 2022.
- 1971 - Barcelona: Manel Fuentes, periodista amb una trajectòria professional, essencialment, com a presentador de ràdio i televisió.
- 1980 - Elx, Baix Vinalopó: Carolina Cerezuela, actriu i model valenciana.[6]
- 1981 - L'Eliana, València: Concha Montaner, atleta valenciana de salt de longitud.[7]
- 1982 - L'Hospitalet de Llobregat: Víctor Valdés i Arribas, futbolista del Futbol Club Barcelona.
- 1985 - Oliva, la Safor: Àngels Gregori i Parra, poetessa i gestora cultural valenciana.[8]
- 1994 - Premià de Mar: Gisela Pulido i Borrell, surfista d'estel catalana, especialista en modalitat lliure (freestyle).[9]

Resta del món
- 83 aC - Roma: Marc Antoni, militar i polític romà (m. 30 aC).
- 1841 - Bourges: Berthe Morisot, pintora impressionista francesa (m. 1895).[10]
- 1849 - Härnösand, Ångermanland: Alfhild Agrell, escriptora i dramaturga sueca (m.1923).[11]
- 1875 - Kaysersberg, Alemanya: Albert Schweitzer, teòleg, pacifista, metge i músic alsacià, premi Nobel de la Pau.
- 1896 - Chicago, Illinois: John Dos Passos, novel·lista i periodista nord-americà (m. 1970).
- 1914 - North Sydney (Canadà): Harold Russell, actor i veterà de guerra canadenco-estatunidenc.
- 1921 - Nova York: Murray Bookchin, anarquista estatunidenc (m. 2006).
- 1933 - Kansas City (Missouri), Estats Units: Stan Brakhage, director de cinema, de fotografia, muntador, actor i productor estatunidenc.
- 1937 - Dunedin: Margaret Ann Chapman, limnòloga, primera dona a dirigir una expedició científica a l'Antàrtida.[12]
- 1941 - Bascom, Florida, Estats Units: Faye Dunaway, actriu estatunidenca.
- 1943 - 
  - Mont-real (Canadà): Ralph Marvin Steinman, immunòleg i biòleg cel·lular canadenc, Premi Nobel de Medicina o Fisiologia 2011 (m. 2011).
  - Xangai, Xina: Shannon Lucid, bioquímica i astronauta nord-americana de la NASA.[13]
- 1963 - Atlanta: Steven Soderbergh, cineasta i guionista estatunidenc.
- 1967 - Islington: Emily Watson, actriu anglesa.
- 1969 - Warren: Dave Grohl, músic de rock estatunidenc de grups com Nirvana i Foo Fighters.
- 1976 - Allentown, Pennsilvània: Beth Shapiro, biòloga molecular evolutiva estatunidenca, investigadora de l'ADN antic.[14]
- 1981 - Granada: Rosa López, cantant espanyola i guanyadora de la primera edició del programa televisiu Operación Triunfo.
- 1989 - Daguestan: Inna Afinogenova, periodista russa i exdirectora de premsa del canal Russia Today.

## Necrològiques
Països Catalans
- 1628 - València: Francesc Ribalta, pintor català influït pel tenebrisme (63 anys).
- 1901 - Madrid: Víctor Balaguer i Cirera, polític liberal, escriptor romàntic i historiador català (75 anys).
- 1925 - Sabadell: Josep Gorina i Pujol, industrial tèxtil català.
- 1980 - Sabadell: Joan Maurí i Espadaler, pintor català (66 anys).
- 1993 - 
  - Tarragona: Pepita Ferrer i Lucas, jugadora i monitora d'escacs, la primera Mestra Internacional Femenina de l'estat (n. 1938).[15]
  - Lleida: Maria Rúbies i Garrofé, professora catedràtica de matemàtiques i política, primera senadora catalana (n. 1932).[16]
- 2004 - Oakland, Califòrnia: Joaquim Nin-Culmell, compositor nacionalitzat estatunidenc amb orígens catalans (n. 1908).
- 2020 - Oliva: Josep Bonet i Segura, poeta valencià (n. 1951).[17]
- 2022 - Barcelona: Ricard Bofill i Leví, arquitecte i urbanista català (n. 1939).[18]

Resta del món
- 1802 - París: Marie Allard, important ballarina francesa (n.1742).[19]
- 1861 - Dublín, Irlanda: Barry Fitzgerald, actor irlandès.
- 1867 - París (França): Jean Auguste Dominique Ingres, pintor francès (n. 1780).
- 1870 - Sant Petersburg (Rússia): Cesare Pugni, compositor italià instal·lat a Sant Petersburg (n. 1802).
- 1884 - Neuchâtel: Philippe Suchard, mestre xocolater i empresari suís.
- 1898 - Guildford (Surrey), Anglaterra: Lewis Carroll, sacerdot anglicà, matemàtic, fotògraf i escriptor britànic (65 anys).
- 1949 - Madrid: Joaquín Turina, compositor espanyol (66 anys).
- 1959 - Madrid: Eva Aggerholm, escultora avantguardista espanyola d'origen danès (n. 1882).[20]
- 1957 - Los Angeles, EUA: Humphrey Bogart, actor nord-americà (57 anys).
- 1965 - Houston, Estats Units: Jeanette MacDonald, cantant i actriu estatunidenca.[21]
- 1977 - Los Angeles, Estats Units: Anaïs Nin, escriptora francoamericana.[22]
- 1977 - Alvediston, Wiltshire (Anglaterra): Anthony Eden, polític anglès, 64è Primer Ministre del Regne Unit (n. 1897).
- 1977 - Beverly Hills, Estats Units: Peter Finch, actor britànic d'origen australià.
- 1978 - Princeton, Nova Jersey, Estats Units d'Amèrica: Kurt Gödel, matemàtic austroamericà (n. 1906).
- 1980 - Albany, Estat de Nova York: Rachel Fuller Brown química estatunidenca codescobridora de la nistatina.[23]
- 1986 - Beverly Hills, Califòrnia: Donna Reed, actriu estatunidenca de gran popularitat a les dècades de 1950 i 1960 (n. 1921).[24]
- 1994 - Tolosa de Llenguadoc, França: Frederica Montseny, política, escriptora i líder anarquista espanyola (n. 1905).[25]
- 2004 - Nova York: Uta Hagen, actriu i mestra d'actrius i actors nord-americana (n. 1919).[26]
- 2006 - Beverly Hills, Califòrnia: Shelley Winters, actriu de teatre i de cinema estatunidenca (n. 1920).[27]
- 2009 - Scottsdale, Arizona: Angela Morley, compositora i directora d'orquestra anglesa (n. 1924).[28]
- 2012 - Lahore: Arfa Karim, estudiant i nena prodigi pakistanesa.
- 2016 - 
  - Londres: Alan Rickman, actor i director de cinema i teatre anglès
  - Beirut: Anissa Rawda Najjar, activista libanesa pels drets de les dones (n. 1913).[29]

## Festes i commemoracions
- Onomàstica: sants Malaquies (profeta); Potit de Sàrdica, màrtir; Macrina la Major; Fèlix de Nola (prevere), Fèlix "in Pincis"; Fermí de Mende, bisbe; Fulgenci de Cartagena, bisbe (fins al 1969; avui, el 16 de gener); Nina de Geòrgia, sant Sava, bisbe; beat Amadeu I de Clermont, monjo; beat Ot de Novara.